# Corymbium cymosum
Corymbium cymosum là một loài thực vật có hoa trong họ Cúc. Loài này được E.Mey. ex Steud. mô tả khoa học đầu tiên năm 1840.